# Stichting Kwaliteit Gevelbouw
De Stichting Kwaliteit Gevelbouw, sinds 2013 SKG-IKOB, is een Nederlands certificatiebedrijf voor de bouw- en vastgoedbranche. Het is opgericht in 1977 en gevestigd te Geldermalsen. Naast de merken SKG, IKOB en SKG-IKOB voert het bedrijf ook de merken BKB en SKW. Ook de bedrijven 'Keurhuis Nederland' en 'BRIS' maken deel uit  van de stichting. In april 2015 is de organisatie van Wageningen naar Geldermalsen verhuisd.
Het bedrijf verleent het SKG-keurmerk voor hang- en sluitwerk zoals sloten en scharnieren. Sterren (1, 2 of 3) geven de mate van inbraakwerendheid aan. Het keurmerk wordt daarnaast voor velerlei producten verleend, zoals hangsloten, computerkabels, veiligheidsglas of spiegels. 
Daarnaast voert SKG ook het zogenaamde SKG-KOMO-merk voor metalen en kunststof ramen, deuren, puien en ventilatieroosters. Ook is het bedrijf actief op het gebied van brandwerendheid, verlijming, ISO 9001 en de VCA-lijst. Het SKG is geaccrediteerd bij de Nederlandse Raad voor Accreditatie (RvA) op drie gebieden: laboratorium, productcertificatie en certificatie van managementsystemen.